# Raymond Toscanelli
Raymond Toscanelli (* 22. September 1921 in Reims; † 1. März 2015) war ein französischer Fußballspieler.

## Karriere
Der offensive Mittelfeldspieler Toscanelli begann das Fußballspielen in seiner Heimatstadt Reims, wo er in der Jugend des Zweitligisten Stade Reims spielte. Nach der Befreiung Frankreichs gegen Ende des Zweiten Weltkriegs stand er im Kader des CO Cholet, wo er von 1944 bis 1945 spielte. Von dort aus wechselte er 1945 zum Zweitligisten SCO Angers; bei Angers konnte er sich direkt in der Mannschaft etablieren, auch wenn er in einer Zeit, in der Ein- und Auswechslungen nicht möglich waren, nicht fest gesetzt war. Im Verlauf der Spielzeit 1946/47 erzielte er zehn Tore in 19 Partien und absolvierte damit seine erfolgreichste Saison als Torschütze.
Auch wenn er sich bei Angers zunehmend im Team festsetzte, entschied er sich im Herbst 1949 für einen Wechsel zum Erstligisten SO Montpellier. Für seinen neuen Verein debütierte er in der höchsten französischen Spielklasse und hatte einen Stammplatz inne, musste jedoch bereits 1950 den Abstieg in die Zweitklassigkeit hinnehmen. Den direkten Wiederaufstieg verfehlte die Mannschaft und Toscanelli beendete 1951 nach 20 Erstligapartien mit vier Toren sowie 123 Zweitligapartien mit 26 Toren seine Profilaufbahn; er kehrte zu seinem mittlerweile in SO Cholet umbenannten Ex-Klub zurück. Er blieb Cholet über mehrere Jahre treu und errang mit dem Verein sowohl 1957 als auch 1958 den Gruppensieg, der allerdings nicht zum Aufstieg in die zweite Liga führte. 1958 gab er das Fußballspielen endgültig auf.